# قرار مجلس الأمن التابع للأمم المتحدة رقم 841
قرار مجلس الأمن التابع للأمم المتحدة رقم 841، الصادر بالإجماع في 16 حزيران / يونيو 1993، بعد الاعتراف بالحاجة إلى تسوية عاجلة للوضع في هايتي وجهود الأمين العام للأمم المتحدة بطرس بطرس غالي والأمين العام لمنظمة الدول الأمريكية جواو كليمنتي باينا سواريس، فرض المجلس عقوبات دولية مختلفة على هايتي.

## خلفية
فاز جان برتراند أريستيد بالانتخابات العامة في الفترة 1990-1991، بعد سنوات من الدكتاتورية العسكرية. ومع ذلك، في عام 1991، أطيح بأريستيد في انقلاب عسكري وأصبح الجنرال راؤول سيدراس زعيماً. تلا ذلك مقاومة عنيفة للانقلاب في البلاد. تم فرض عدد من العقوبات ضد هايتي من قبل منظمة الدول الأمريكية والجمعية العامة، ومع ذلك، لم تكن هذه العقوبات إلزامية أو قابلة للتنفيذ قانونًا.

## القرار
وعرضت الحالة على مجلس الأمن من خلال ممثلين من منظمة الدول الأمريكية والممثل الدائم لهايتي. وأعرب المجلس عن أسفه لعدم عودة الحكومة الشرعية لجان برتران أريستيد، معرباً عن قلقه من أن يؤدي هذا الوضع إلى مناخ من الخوف واحتمال تدفق اللاجئين إلى الدول المجاورة. وبالنظر إلى طلب الممثل الدائم لهايتي، أقر القرار بأن الوضع استثنائي ويستوجب اتخاذ تدابير استثنائية.
وإذ يتصرف بموجب الفصل السابع من ميثاق الأمم المتحدة، أكد المجلس أن الحل يجب أن يأخذ في الاعتبار جميع قرارات الجمعية العامة السابقة ومنظمة الدول الأمريكية. ثم قرر أنه في 23 حزيران / يونيو 1993 في الساعة 0:01 ( بتوقيت شرق الولايات المتحدة )، سيسري الحظر التجاري التالي ما لم يبلغ الأمين العام بطرس بطرس غالي المجلس أنه بعد المفاوضات لا توجد حاجة لمثل هذه الإجراءات؛ إذا لم تمتثل السلطات في هايتي، فسيتم تفعيل الإجراءات التالية:
(أ) على جميع الدول أن تحظر بيع النفط والمنتجات النفطية والأسلحة والعتاد ذات الصلة، بما في ذلك الأسلحة والذخيرة والمركبات والمعدات العسكرية ومعدات الشرطة وقطع الغيار لأي مما سبق ذكره إلى هايتي؛
(ب) فرض حظر على جميع أشكال المرور من دخول الأراضي أو المياه الإقليمية للبلد الذي يحمل أيًا من المنتجات المذكورة أعلاه؛
(ج) سيتم تجميد أي أموال أجنبية تحتفظ بها السلطات في هايتي.
كما شُكلت لجنة تابعة لمجلس الأمن فوضت لها أن تقرر أي واردات نفطية استثنائية إلى هايتي لأسباب إنسانية. تم تعيين المهام التالية:
(أ) الإبلاغ عن التدابير التي تتخذها الدول لتنفيذ العقوبات؛
(ب) النظر في أي انتهاكات للقرار الحالي والتوصية بالتدابير المناسبة؛
(ج) البت على وجه السرعة في طلبات الموافقة على واردات البترول والمنتجات النفطية لتلبية الاحتياجات الإنسانية الأساسية؛
(د) تقديم تقارير دورية عن انتهاكات القرار 841؛
(هـ) وضع مبادئ توجيهية لضمان التنفيذ الفعال للقرار الحالي.
وطُلب من جميع البلدان أن تتعاون بشكل كامل مع الإجراءات المتخذة ورفع الدعاوى ضد الأشخاص والكيانات التي تنتهك هذه الإجراءات. وطلب أيضاً من الدول أن تقدم تقريراً إلى الأمين العام بحلول 16 تموز / يوليو 1993، عن التدابير التي اتخذتها، بينما طُلب من بطرس غالي الإبلاغ عن التقدم الذي أحرزه هو والأمين العام لمنظمة الدول الأمريكية لإيجاد حل سياسي بحلول 15 يوليو 1993. وفي الوقت نفسه، التزم المجلس بمراجعة العقوبات إذا وقعت سلطات الأمر الواقع في هايتي اتفاقية لإعادة الحكومة الشرعية لجان برتران أريستيد.

## روابط خارجية
- نص القرار في undocs.org